# Tomaso Filippi
Tomaso Filippi (* 26. März 1852 in Venedig; † 21. Januar 1948 ebendort) war ein italienischer Fotograf.

## Leben
Er ist der Sohn von Antonio Filippi und Angela Marangoni. Seine Familie stammt aus dem Zoldana-Tal und ließ sich Mitte des 18. Jahrhunderts in Venedig nieder.
Als Jugendlicher begann Tomaso in der Druckerei seines Vaters zu arbeiten, die er von seinem Großvater geerbt hatte und die auf den Druck griechischer Sakraltexte spezialisiert war (Tipografia San Giorgio). Dort entwickelte er eine Vorliebe für die bildende Kunst, die ihn 1867 veranlasste, sich an der Königlichen Akademie der Schönen Künste in Venedig einzuschreiben.
Im Jahr 1870 wurde er Mitarbeiter im Fotoatelier von Carlo Naya – einem der berühmtesten in Europa – und schloss 1871 sein Studium an der Akademie ab. Die Fotografie galt damals als die jüngere Schwester der Malerei, und für Tomaso war der Schritt in diese Richtung ganz natürlich. Tomaso lernte das Handwerk schnell. In kurzer Zeit stieg er vom technischen Mitarbeiter zum Leiter der Firma auf und behielt diese Position bis 1895, als er sein eigenes Geschäft eröffnete.
1878 heiratete er Angela Vorano.
1882 starb Carlo Naja. Filippi, der die Trauerrede hielt, unterhielt weiterhin Beziehungen zu den Erben des Fotografen und arbeitete mit Ida Lessiak, der Ehefrau Najas, zusammen. So konnte er die wichtigsten Arbeiten des Ateliers realisieren. Dazu gehören ein Album für die Internationale Kunstausstellung von 1887 (dem Vorläufer der Biennale von Venedig) und eine Mappe mit dem Titel Calli, Canali ed Isole della Laguna (Gassen, Kanäle und Inseln der Lagune), die vom Verlag Ongania herausgegeben wurde.
Im Jahr 1893 starb auch Lessiak und Meinungsverschiedenheiten mit ihrem Ehemann Antonio Dal Zotto führten zu seiner Entscheidung, sich endgültig von der Firma zu trennen. Bereits 1894 hatte er begonnen, selbständig zu arbeiten. Filippi eröffnete ein Geschäft in der Procuratie Nuove 61 in San Marco und benutzte die gesamte Einrichtung des Studios Mantovani. Im Jahr 1907 verlegte Filippi das Geschäft an die Piazzetta dei Leoncini.
Ab 1925 übte er seinen Beruf nicht mehr aktiv aus und übertrug die Leitung des Geschäfts seiner Tochter Ida, die es bis in die 1940er Jahre weiterführte.

## Werke und Themen
Neben den traditionellen Veduten für Touristen, Geschäfte und Postkartenverlage widmete er sich intensiv der Reproduktion von Kunstwerken in Museen und Galerien – dem Museo Civico Correr, der Gallerie dell’Accademia in Venedig, Kirchen und Palästen – die ihn für sein technisches Können und seinen Stil berühmt machten, so dass Künstler und Wissenschaftler wie Gustavo Ludwig, Pompeo Gherardo Molmenti, Adolfo Venturi und Bernard Berenson sich an ihn wandten.
Zwischen 1895 und 1905 konzentrierte er sich auf die Dokumentation volkstümlicher Genreszenen. Mit tragbarer Ausrüstung bereiste er vor allem die Arbeiterviertel von Chioggia und Pellestrina in Venedig. Parallel dazu setzte er seine dokumentarischen Auftragsarbeiten fort. Zu seinen Auftraggebern gehörten Fabriken, Hotels, Badeanstalten, Institutionen, Schulen, Kirchengemeinden usw. Um 1917 wurde er gebeten, venezianische Evakuierte in Genua, Lazarette und Arbeitsstätten zu dokumentieren.
Nach und nach wurden die Aktivitäten des Ateliers jedoch zugunsten des Verkaufs von Fotografien und Ansichtskarten reduziert. Auf einem Foto aus den 1930er Jahren sieht das Atelier wie ein Lager aus, in dem verschiedene Waren verkauft wurden, von Spitzen und Stoffen über kleine Glasstücke bis hin zu Fotografien und Postkarten.
Tomaso Filippi starb am 21. Januar 1948 in Venedig.

## Tomaso Filippi-Sammlung
1981 übergab die letzte überlebende Tochter von Tomaso Filippi das gesamte Archiv ihres Vaters dem IRE (Istituto di Ricovero e di Educazione di Venezia) (seit dem 1. Januar 2020 I.P.A.V Istituzioni Pubbliche di Assistenza Veneziane), aus Dankbarkeit gegenüber dem Institut und um den Schutz dieses Erbes zu gewährleisten.
Seitdem wurde die Sammlung durch Ausstellungen, Kataloge und ein großes Archivierungsprojekt, das 1997 begann und 2008 endete, erforscht und veröffentlicht. Über 16.300 Fotos sind aus dem Archiv im Internet einsehbar.
Die Sammlung lässt sich thematisch in verschiedene Bereiche unterteilen:
- Ansichten
- Orte und Denkmäler in Venedig und auf den Inseln
- Alltagsleben der damaligen Zeit
- Fotojournalismus
- der Krieg
- Personen
- Aktivitäten
- industrielle und kommerzielle Aktivitäten